# Ståkke sameby
Ståkke sameby är en skogssameby i Arjeplogs kommun, Arjeplogs församling, mellersta Lappland, Norrbottens län. Byn ligger i huvudsak norr om Arjeplog och Hornavan. Ståkke är den nordligaste utposten för det umesamiska språkområdet. Norr därom tar lulesamiska vid. I väster talades pitesamiska.
Att byn är en skogssameby innebär att renarna är i skogslandet hela året.
Åretruntmarkerna ligger ovanför lappmarksgränsen och vinterbetesmarkerna nedanför.

## Område
I söder "Hornavan österut från Pläutajokks inflöde däri, Kakel, Lulepotten, Gublijaure och sommarstigen därifrån till västra änden av Ábrávrre".

I väster "Saddajaure, Bergnäsviken, nordligaste änden av Gallaure, denna sjö och strömmen till Allep Mattaure, Mattauresundet, Mattaure och uppför strömmen till Ailesjaure, denna sjö och stigen därifrån till Suobdekjaure, denna sjö till dess sydligaste vik, därifrån en rät linje till östra änden av Rappensjön, därifrån en rät linje till Puoudakaskajokks inflöde i Pläutajokk och denna bäck ned till Hornavan".

I norr "Jokkmokks sockengräns från Arvidsjaurs sockengräns upp till Mattakjokk (Udtjabäcken), denna ned till Pite älv och Pite älv upp till Vuolvojaure och Saddajaure".

I öster "sträcker sig samebyn så långt som samerna enligt sedvanerätt plägat utsträcka sina flyttningar".
Längden är ovanför lappmarksgränsen cirka 88 kilometer. Största bredd är cirka 44 kilometer. Arealen var (1968) 1591 km².

## Historia
Skogssamerna i södra Lappland är en ursprungsbefolkning. Befolkningen inom Ståkke sameby tillhör språkhistoriskt gränsområdet mellan den nordliga umesamiska språkgruppen och den pitesamiska (arjeplogssamiska) språkgruppen i väster.
År 1889 trädde 1886 års renbeteslag i kraft. Lagen innebar att det administrativa begreppet sameby (lappby), infördes i svensk lag, vilket i huvudsak innebar att nyttjanderätten till mark i fjällområdet blev gemensam (kollektiv). Därmed uppstod en administrativ skillnad mellan renägande och icke-renägande samer, vilken kommit att innebära många problem för de senare.
Ernst Manker anger en del Äldre förhållanden;

Samebyns gamla namn var Luokta. Före den nuvarande gränsdragningen sträckte sig byns område i nordväst upp till Labbas och Rebnisjaure.
Gravar anges vid en berggrotta i Bårgovare samt i en sandbacke vid Eggelatj. Så kallade dödholmar finns i Mattaure, Eggelatj, Galtisjaure samt Suolojaure.
Kultplatser har funnits vid Ailesvare, Gallapuoda, Suolojaure, Seitatj samt vid Seitetjålme.

## Platser (enligt Mankers ordning)
| - Snierra - Vatjemjaur - Holm (Eggelatj) - Bergviken - Sadenåive - Saddajaur | - Vuojat (Saddaluspe) - Suppovare - Långsjön (Kåbrek) - Bårgojaur - Puoudakatsjaur - Kudduinjaur | - Mattaur - Bårgo - Rinko - Paktek - Lulleldes (sydost Tjåkkolis) - Peiveldes (ost sjön Harrok) | - Skålka (nordväst Ståkkevare) - Jauratj - Puoitasjaur - Gidak (Jäknajaur) - Ábrávrre (föreningspunkt Ståkke-Östra och Västra Kikkejaur) - Granudden | - Suolojaur - Kaljoktjavelk - Lövnäs - Ardnapuouda - Svartberget - Tjarvelk | - Vuornatj - Pettaudden - Seitetjålme, Stensund |

## Sjöar
- Alep Màddaure
- Båtsa
- Gallajaure
- Galtisjaure
- Gubblijaure
- Kakel
- Mattaure